# Ōgimi
Ōgimi (jap. 大宜味村 Ōgimi-son) – wieś w Japonii, w prefekturze Okinawa, na wyspie o tej samej nazwie. Według danych na rok 2020 miejscowość zamieszkiwało 3 092 mieszkańców , a gęstość zaludnienia wyniosła 48,7 os./km².